# Phanerotoma tibialis
Phanerotoma tibialis är en stekelart som först beskrevs av Samuel Stehman Haldeman 1849.  Phanerotoma tibialis ingår i släktet Phanerotoma och familjen bracksteklar. Inga underarter finns listade i Catalogue of Life.